# 金威啤酒
金威啤酒集團有限公司（Kingway Brewery Holdings Limited，前港交所上市編號：0124）是一間曾在香港交易所上市的公司，前稱「粤海啤酒集團有限公司」，是廣東省政府控制的粤海控股集團有限公司的旗下控股企業，主要在中國大陸經營啤酒製作及銷售的業務，下轄7個年產能20萬噸的全資現代化啤酒生產企業：深圳金威啤酒有限公司、深圳金威啤酒釀造有限公司、金威啤酒（汕頭）有限公司、金威啤酒（東莞）有限公司、金威啤酒（天津）有限公司、金威啤酒（西安）有限公司、金威啤酒集團（成都）有限公司等全資附屬公司。金威啤酒主要在廣東省銷售，同時銷往中國20多個省市及自治區，亦於香港、澳門，及東南亞、加拿大及巴拿馬等海外市場出售。

## 历史

### 初期发展

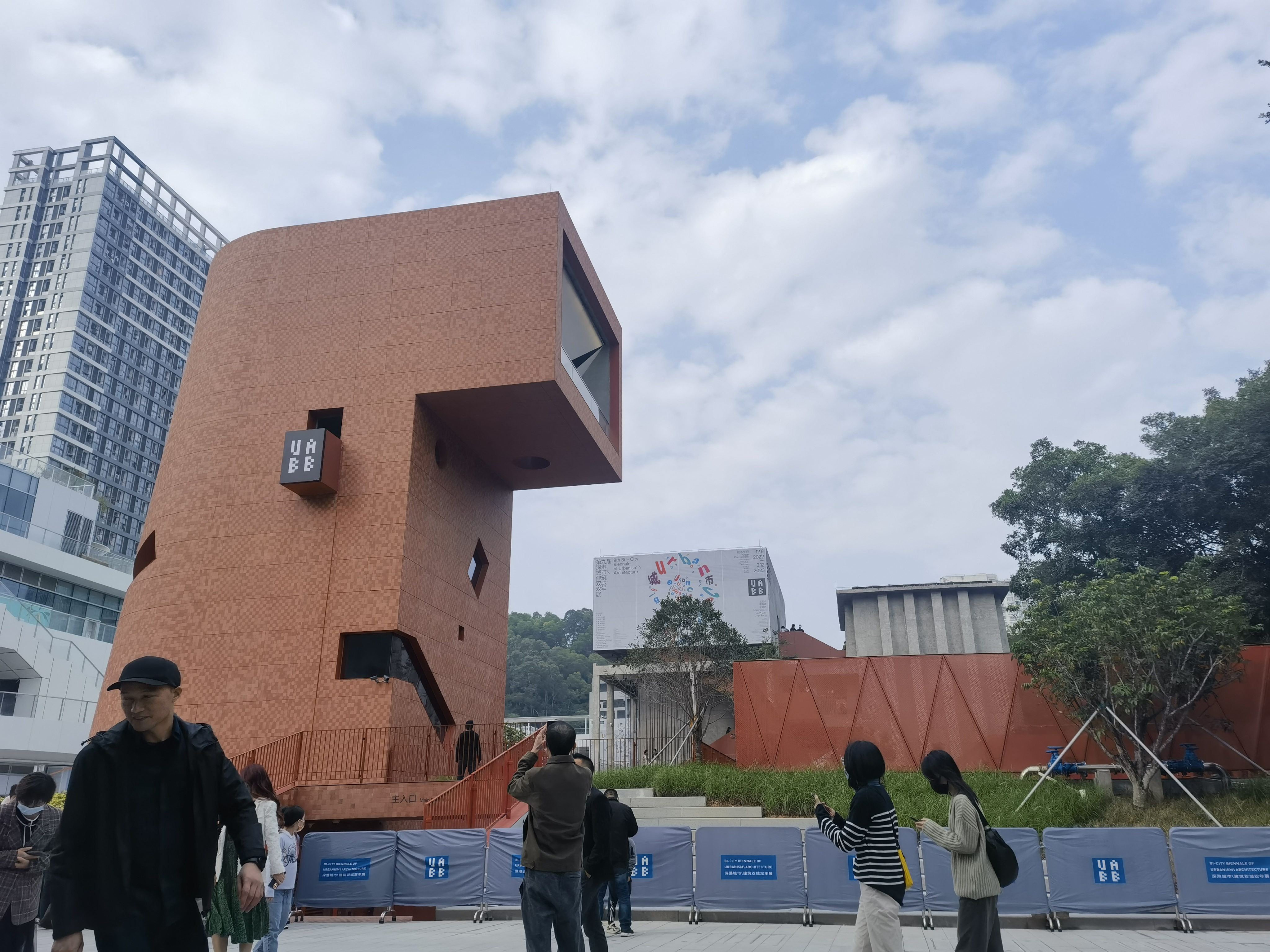
位于深圳粤海城的金啤坊，前身为金威啤酒罗湖工厂，是金威的发祥地

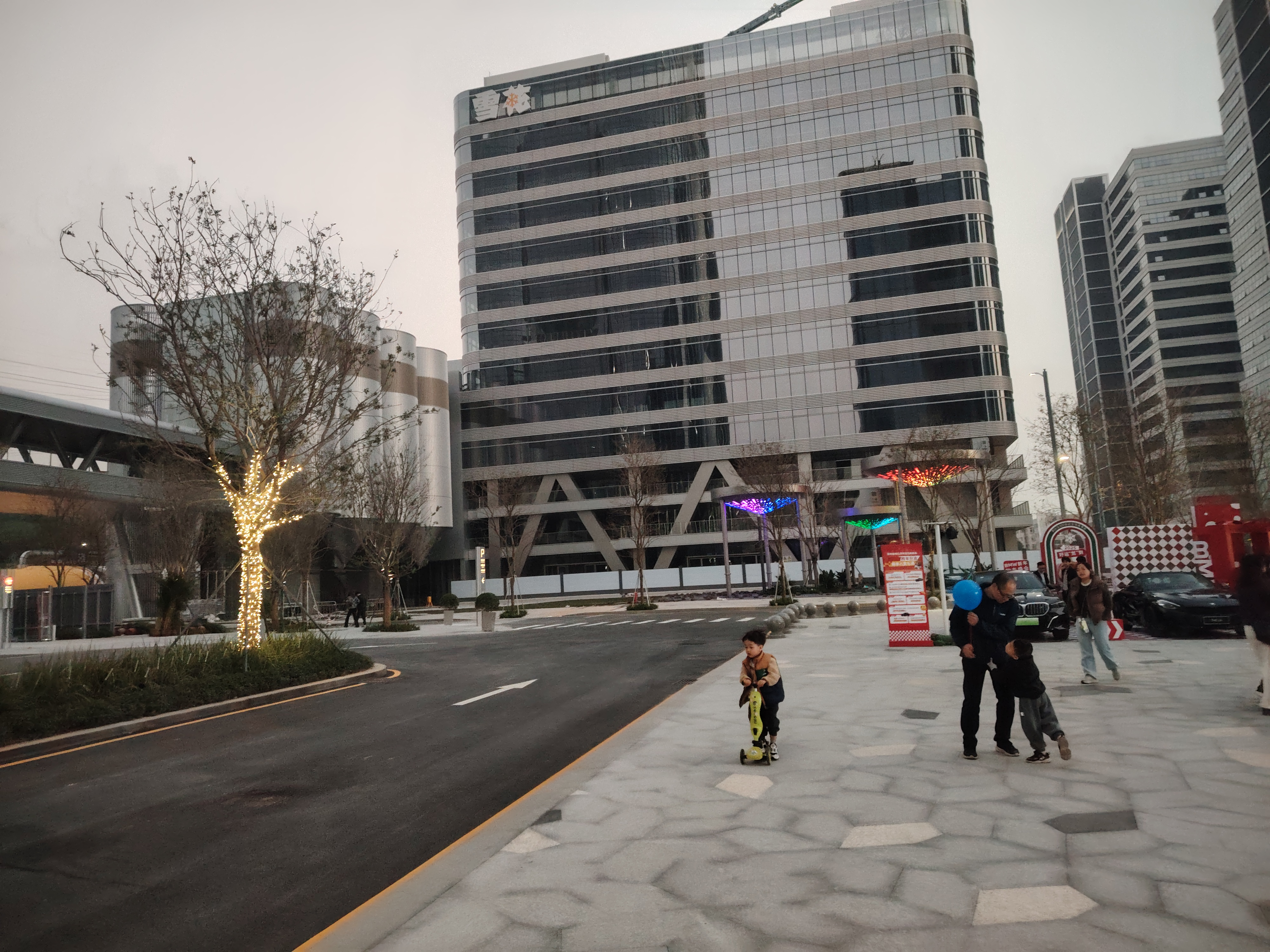
雪花啤酒深圳精酿工厂，位于深圳宝安华润雪花科创城，原金威啤酒深圳二厂生产区

1984年，深圳啤酒有限公司成立，最初是国有控股联办企业，股东有香港广南行、粤海集团（深圳)有限公司、深圳市莱英达轻工（集团）公司，总投资2500万美元和9800万元人民币，各占40%、35%、25%股份。工厂设于罗湖区东昌路1号(现深圳粤海城)，初期有员工338人，各类设备324台/套，年生产啤酒5万吨，生产金威啤酒，并一度授权生产德国好顺啤酒。
1996年，金威啤酒获BSI评定，成为中国内地首家獲得ISO 9000質量保證體系國際認證的啤酒生產企業。同年6月23日，金威啤酒厂二期扩建工厂（金威啤酒二厂）竣工试产。
1997年，位于宝安区创业二路的金威啤酒二厂（对外称：深圳金威啤酒酿造有限公司）投产，占地20万平方米，年产啤酒30万。

### 高速扩张期
2002年8月8日，獲得「中國名牌產品」稱號
2004年1月，喜力集團开始持有金威啤酒集團約21%的股份。
2004年獲得「綠色食品」稱號及2005年獲得「中國馳名商標」稱號。
2005年4月通過HACCP、ISO14001、OHSAS18001三項認證，是全國啤酒行業中首家一次性通過該三項認證的企業。
从2002年——2008年，在春天的故事一歌的词作者，时任董事长叶旭全的带领下，金威啤酒走出深圳，快速在全国扩张。并在2004年，以金威啤酒（汕頭）有限公司投产为开始，先后在汕头，东莞，天津，西安，成都，佛山设立啤酒厂。并在2002年到2006年，每年即增长营收30%，最高峰时期八家工厂总产能有160万吨，占深圳市场近八成份额，金威啤酒集團一度达到2亿港元的净利润。在九十年代到二十一世纪初期，深圳人请客吃饭，都忘不了来一瓶老金威。而在金威一厂，金威二厂附近还各形成一条“金威啤酒街”，名噪一时。
然而，中国啤酒市场尤其是珠三角地区激烈的价格战，叠加快速设厂的高投入，很快使得金威啤酒自2007年开始出现巨亏。而主要业务在粤港间大宗贸易和房地产基建业务的粤海集团，难以提供更多支持，出售给其他啤酒巨头成为必然途径。
2011年4月4日粵海控股行使優先認購權並以同等代價，即十點八億元收購喜力亞太釀酒（中國）持有的21.37%金威股份，粵海對金威的持股量由52.45%增至73.82%

### 出售给华润雪花
2013年2月5日，華潤創業有限公司旗下的華潤雪花啤酒以53.84億元人民幣（約66.4億港元）收購金威啤酒的釀酒業務資產，包括金威的股份、股東貸款和待售的債項，華創現時持有金威已發行股本的51%。
為反映該公司企業策略及業務目標之改變，集中房地產發展及投資業務，建議受制於交割之完成，該公司之英文名稱將由「Kingway Brewery Holdings Limited」更改為「Guangdong Land Holdings Limited」，而中文名稱將改為「粵海置地控股」，並取代金威啤酒的上市地位。此时，后者仍保留已停产的罗湖东昌路金威一厂的地块用以改造开发。

### 后续发展
粤海集团在出售金威绝大多数业务之后，保留已停产的罗湖东昌路金威一厂的地块，2016年开始改造成深圳粤海城及大型商場「深圳天河城」，并于2022年启用，保留原金威核心发酵生产区部分装置，改造成为现代啤酒工业艺术街区——“金啤坊”。
原先金威各工厂除去罗湖一厂外，其余各厂均改姓华润雪花，在宝安的金威二厂也更名为“华润雪花啤酒（深圳）有限公司”，一度成为华润雪花在深圳唯一工厂，生产雪花，金威两品牌啤酒。一直生产至2019年11月因宝安中心区的产业规划调整而停产，这也标志着深圳产金威啤酒的消失。随后保留部分厂区建筑和装置，与华润置地和宝安区达成协议，共同改造开发，作为华润雪花啤酒未来的总部办公基地，计划分三期建设，商场部分后被命名为“华润·啤酒小镇”，2021年开工，2024年12月竣工并于2025年1月1日正式营业。
现在在大湾区销售的金威啤酒，由华润雪花东莞工厂（从金威收购而来）负责生产。成为区域性的配角品牌。

## 外部連結
- 金威啤酒集團有限公司